# Luna Watfa
 (avril 2024).
Luna Watfa est une journaliste syrienne. Elle documente la guerre en Syrie ; elle est emprisonnée par les services de sécurité syriens en 2014,  pendant 13 mois. Libérée et réfugiée en Allemagne, elle rend compte pour des médias arabes du procès de tortionnaires syriens présumés traduits devant le tribunal de Coblence en 2020 pour crimes contre l'humanité.

## En Syrie
Luna Watfa suit des études de droit. Apolitique et sans opinion concernant le gouvernement avant 2011, elle prend conscience à cette date des crimes commis par le régime de Bachar el Assad, participe aux manifestations et apporte une aide à ses compatriotes venus de diverses régions et réfugiés à Damas, où elle vit. Elle devient journaliste grâce à une formation proposée par l'organisation syrienne Voices. Sous le pseudonyme de Luna, elle anime une émission d'une radio en ligne en 2013, au cours de laquelle elle aide des Syriens à identifier des proches dont les corps avaient été retrouvés, et dont le nom était demeuré inconnu. Lors de l'attaque à l'arme chimique contre la banlieue de Damas, dans la Ghouta orientale, en août 2013, elle prend des photos et tourne des vidéos afin de conserver des preuves du massacre, puis communique les documents à l'opposition syrienne hors de Syrie. Les services de renseignement cherchent alors à l'arrêter.
En janvier 2014, alors qu'elle se trouvait dans la rue, des agents des services de sécurité descendent d'une voiture, et l'emmènent en prison, où elle passe 13 mois. Elle est placée d'abord dans les locaux de la branche 40 (branche "antiterroriste") à Damas ; par la suite elle est transférée dans la prison Al-Khatib appelée « l'enfer sur terre », parce que la torture y est systématique - toujours à Damas. Elle est soumise à des interrogatoires ; les services de sécurité arrêtent son fils adolescent pour faire pression sur elle ; elle apprend par la suite qu'il s'agissait d'une forme de manipulation afin de la terroriser, son fils n'ayant été arrêté que pour la forme. Elle est transférée dans une dernière étape dans une prison ordinaire d'où elle peut entrer en relation avec sa famille.
Après sa libération, elle quitte la Syrie pour la Turquie, passe par les Balkans pour gagner l'Allemagne, voyage qu'elle effectue à pied,.

## En Allemagne
Sa demande d'asile ayant été acceptée elle peut faire venir ses enfants en vertu de la loi sur le regroupement familial. Elle réside à Coblence, et y travaille comme journaliste. C'est dans cette ville même que s'ouvre en 2020 le procès de deux bourreaux syriens présumés,  Eyad A. et Arwan R., procès auquel elle assiste et dont elle rend compte pour des médias arabes.
Elle travaille à lutter contre la stigmatisation qui affecte nombre de femmes emprisonnées, et dont l'opinion publique soupçonne qu'elles ont été violées ; elle encourage ces femmes à témoigner des épreuves vécues durant leur incarcération.
Elle est une des personnes interviewées dans le podcast Branch 251. Syrian Atrocity Crimes On Trial («Branche 251. Les atrocités syriennes jugées»), soutenu par les fonds du ministère fédéral allemand des Affaires étrangères et l'Institut für Auslandsbeziehungen (IFA), enregistré dès 2020. Ce podcast accompagne le procès de Coblence, qu'il contextualise en faisant intervenir des experts et des témoins, il «enrichit ainsi le discours critique sur la justice concernant la Syrie».
Elle épouse Basel Watfa qu'elle rencontre sur la route de l'exil vers l'Allemagne.

## Film documentaire
Elle est la figure centrale d'un documentaire, The Journalist and Her Jailers (La Journaliste et ses geôliers) de Adithya Sambamurthy[style à revoir] sorti en 2023. Le film mêle l'animation pour les séquences qu'il est impossible de filmer, comme les audiences du tribunal ; des images d'archives de la révolution et de la guerre en Syrie ; des images de la fuite de Luna à travers l'Europe prises sur son téléphone portable.